# Vela nos Jogos Olímpicos de Verão de 1976
As competições da vela nos Jogos Olímpicos de Verão de 1976 foram disputadas entre os dias 19 e 27 de julho daquele ano na costa de Kingston, no Lago Ontário, no Canadá. O programa de 1976 consistia num total de seis classes (disciplinas) de vela. Para cada uma das classes do evento foram sete regatas. A navegação foi realizada nos percursos olímpicos do tipo triangular. A partida foi feita no centro de um conjunto de oito marcas numeradas que foram colocadas em um círculo. Durante o procedimento de largada, a sequência das marcas foi comunicada aos velejadores. Ao escolher a marca que estava mais contra o vento, a largada sempre poderia ser feita contra o vento.

## Local
De acordo com os estatutos do Comitê Olímpico Internacional, as competições em todas as modalidades desportivas devem ser realizadas na cidade escolhida pelo COI ou o mais próximo possível. Como Montreal não era um local adequado, o Porto Olímpico de Portsmouth Kingston, Ontário, construído em 1969, foi reconstruído em 1974 a tempo para o evento de vela olímpica de 1976. Um total de três áreas de corrida foram criadas no Lago Ontário.
A distância do Porto Olímpico de Portsmouth até a área do curso Bravo (vermelho) era de cerca de 5 milhas náuticas (9,3 km). De lá, eram mais 5 milhas náuticas (9,3 km) até a área do curso Alpha (amarelo) e Charlie (azul). No entanto, isto garantiu condições de vento sem efeitos locais.

## Participantes

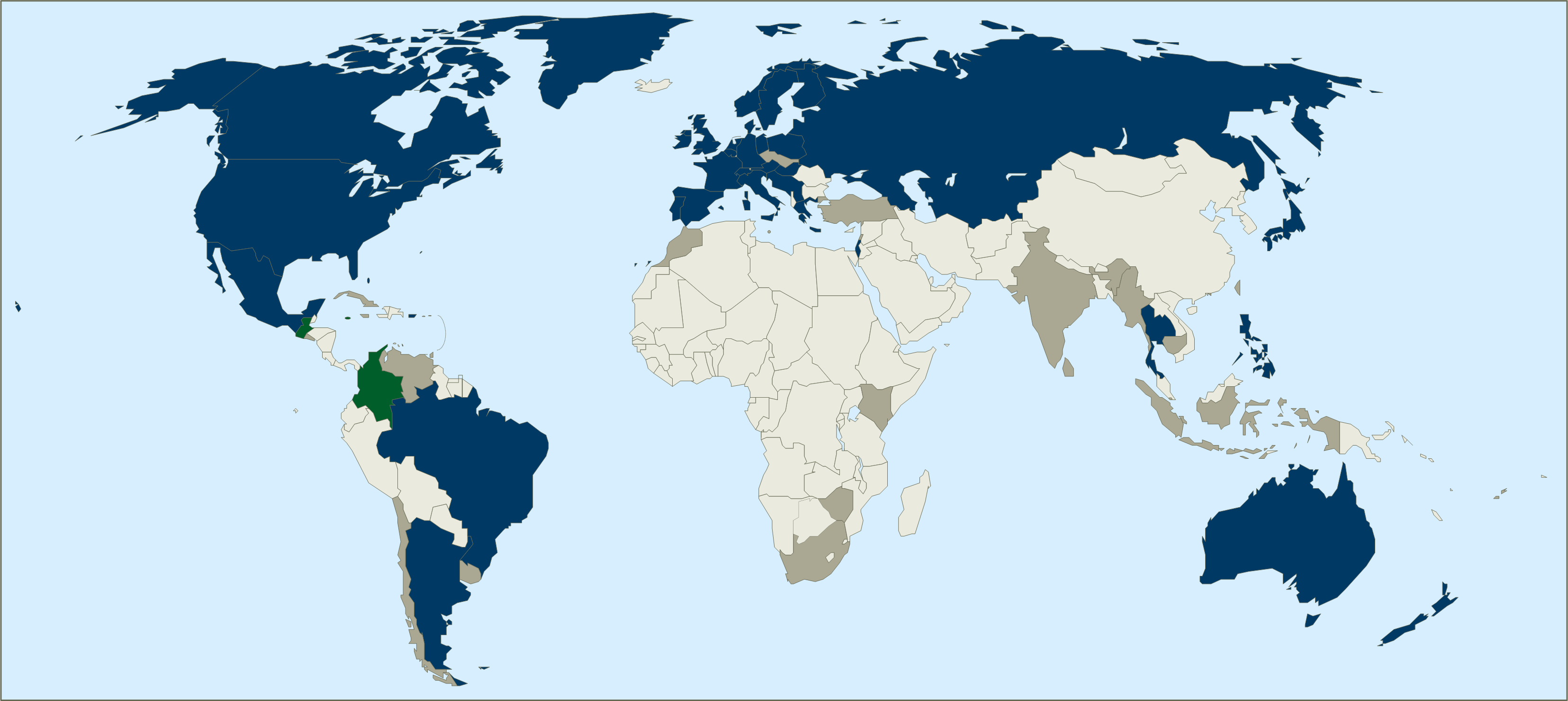
Países participantes da vela nos Jogos Olímpicos de 1976.
Países que participaram pela primeira vez.
Países que já participaram em outras edições.
Países que boicotaram o evento da vela.

- ARG Argentina
- AUS Austrália
- AUT Áustria
- BAH Bahamas
- BEL Bélgica
- BER Bermudas
- BRA Brasil
- CAN Canadá
- CAY Ilhas Cayman
- COL Colômbia
- DEN Dinamarca
- ESP Espanha
- FIN Finlândia
- FRA França
- GBR Grã-Bretanha
- FRG Alemanha Ocidental
- GDR Alemanha Oriental
- GRE Grécia
- GUA Guatemala
- HUN Hungria
- IRL Irlanda
- ISR Israel
- ISV Ilhas Virgens Americanas
- ITA Itália
- JPN Japão
- MEX México
- MON Mônaco
- NED Países Baixos
- NOR Noruega
- NZL Nova Zelândia
- PHI Filipinas
- POL Polônia
- POR Portugal
- PUR Porto Rico
- SUI Suíça
- SWE Suécia
- THA Tailândia
- URS União Soviética
- USA Estados Unidos
- YUG Iugoslávia

## Eventos
| Classe          | Tipo      | Local   | N.º de equipes | Primeira exibição |
| --------------- | --------- | ------- | -------------- | ----------------- |
| Finn            | bote      | Ontário | 28             | 1952              |
| 470             | bote      | Ontário | 28             | 1976              |
| Flying Dutchman | bote      | Ontário | 20             | 1960              |
| Tornado         | catamaran | Ontário | 14             | 1976              |
| Tempest         | keelboat  | Ontário | 16             | 1972              |
| Soling          | keelboat  | Ontário | 24             | 1972              |

## Medalhistas
| Evento                   | Ouro                                                                   | Prata                                                          | Bronze                                                              |
| ------------------------ | ---------------------------------------------------------------------- | -------------------------------------------------------------- | ------------------------------------------------------------------- |
| Finn detalhes            | Jochen Schümann GDR Alemanha Oriental                                  | Andrei Balashov URS União Soviética                            | John Bertrand AUS Austrália                                         |
| 470 detalhes             | Frank Hübner Harro Bode FRG Alemanha Ocidental                         | Antonio Gorostegui Pedro Millet ESP Espanha                    | Ian Brown Ian Ruff AUS Austrália                                    |
| Flying Dutchman detalhes | Jörg Diesch Eckart Diesch FRG Alemanha Ocidental                       | Rodney Pattisson Julian Brooke-Houghton GBR Grã-Bretanha       | Reinaldo Conrad Peter Ficker BRA Brasil                             |
| Tornado detalhes         | Reginald White John Osborn GBR Grã-Bretanha                            | David McFaull Michael Rothwell USA Estados Unidos              | Jörg Spengler Jörg Schmall FRG Alemanha Ocidental                   |
| Tempest detalhes         | John Albrechtson Ingvar Hansson SWE Suécia                             | Valentin Mankin Vladyslav Akimenko URS União Soviética         | Dennis Conner Conn Findlay USA Estados Unidos                       |
| Soling detalhes          | Poul Richard Høj Jensen Valdemar Bandolowski Erik Hansen DEN Dinamarca | John Kolius Walter Glasgow Richard Hoepfner USA Estados Unidos | Dieter Below Olaf Engelhardt Michael Zachries GDR Alemanha Oriental |

## Quadro de medalhas
| Ordem | País                   | Medalha de ouro | Medalha de prata | Medalha de bronze |    | Ordem por total |
| ----- | ---------------------- | --------------- | ---------------- | ----------------- | -- | --------------- |
| 1     | FRG Alemanha Ocidental | 2               |                  | 1                 | 3  | 1               |
| 2     | GBR Grã-Bretanha       | 1               | 1                |                   | 2  | 3               |
| 3     | GDR Alemanha Oriental  | 1               |                  | 1                 | 2  | 3               |
| 4     | DEN Dinamarca          | 1               |                  |                   | 1  | 7               |
| 4     | SWE Suécia             | 1               |                  |                   | 1  | 7               |
| 6     | USA Estados Unidos     |                 | 2                | 1                 | 3  | 1               |
| 7     | URS União Soviética    |                 | 2                |                   | 2  | 3               |
| 8     | ESP Espanha            |                 | 1                |                   | 1  | 7               |
| 9     | AUS Austrália          |                 |                  | 2                 | 2  | 3               |
| 10    | BRA Brasil             |                 |                  | 1                 | 1  | 7               |
| TOTAL | TOTAL                  | 6               | 6                | 6                 | 18 | —               |